# 月心寺
月心寺（げっしんじ）は、滋賀県大津市大谷町にある臨済宗系単立寺院。山号は瑞米山。

## 概要
京、大津への玄関口、逢坂山の関所を控える、かつては東海道随一の賑わいをしていた追分の地で繁昌していた走井茶屋の跡。境内には今も枯れることなく走井の名水が湧き出ている。
枕草子にも「はしり井は、逢坂なるがをかしきなり。（一六一段）」と詠まれるこの名水の起源は定かではないが、多くの和歌にも詠まれている。平安の刀匠 三条小鍛冶宗近や、小野小町、蝉丸法師などの伝承も同地には遺されているがこれもまた仔細は定かではない。
逢坂関を越えた山が迫る狭い土地で、街道を挟んで両側に家々がぎっしり建ち、谷間を埋めており、大津絵や大津算盤、縫い針などの大津特産の土産物を売る店や茶店がひしめき、旅人と牛馬の往来が多い賑やかな場所に位置していた。
歌川広重が描く「東海道五十三次」で、溢れ出る走井の水のそばの茶店で旅人が休息しているのが見られる。その茶店がこの月心寺である。
国道1号の拡張や東海道本線の開通により町が廃れてしまい、持ち主の茶店も八幡へ移ったあと朽ち果てていた。このまま朽ちるのを惜しんだ日本画家の橋本関雪が1914年（大正3年）に自らの別邸として購入し、後に天龍寺慈済院より村上獨譚老師を迎え、1954年（昭和29年）に今のような寺院となる。別邸の名は「走井居」と言う。
本尊は「童形聖徳太子像（鎌倉期）」。境内には小野小町の百歳の姿をあらわしたといわれる百歳像を祀る小野小町終焉地とされる百歳堂、松尾芭蕉の「大津絵の筆のはじめは何仏」の句碑、蝉丸の庵があったと言われる場所には「三聖祀堂」、走井から出土したと言われる石造の篠原薬師が祀られている「薬師堂」、明治天皇行幸の際の御休憩処などがある。庭園は相阿弥の作庭と伝えられる石庭、池泉回遊式庭園「追分走井庭園」。
精進料理が有名で、村瀬明道尼庵主が作るごま豆腐は天下一の評判となり、NHK朝の連続テレビ小説「ほんまもん」の青風寺のモデルとなった。

## 関連書籍
- 『ほんまもんでいきなはれ 「ごま豆腐天下一」の庵主さん一代記』 村瀬明道尼 2009年 文春文庫

## 関連リンク
- 滋賀県大津、橋本関雪ゆかりの地 瑞米山 月心寺（ずいべいさん げっしんじ）
- 瑞米山月心寺FBページ